# Alatyr (Stadt)
Alatyr (russisch Ала́тырь, tschuwaschisch Улатӑр/Ulatăr, mordwinisch Ратор Ош/Rator Osch) ist eine Stadt in der Republik Tschuwaschien innerhalb des Föderationskreises Wolga in Russland. Sie ist Verwaltungssitz des Rajons Alatyr und hat 38.203 Einwohner (Stand 14. Oktober 2010).

## Geographie
Alatyr liegt rund 800 km südöstlich von Moskau und etwa 195 km südwestlich der Republikshauptstadt Tscheboksary über dem linken Ufer der Sura an der Mündung des Flusses Alatyr.

## Geschichte
Zar Iwan der Schreckliche ließ 1552 an der Mündung des Flusses Alatyr eine befestigte Siedlung zum Schutz der Grenzen des Moskauer Reiches errichten. Seit 1780 ist Alatyr Kreisstadt.
In der Stadt bestand das Kriegsgefangenenlager 463 für deutsche Kriegsgefangene des Zweiten Weltkriegs.

### Bevölkerungsentwicklung
| Jahr | Einwohner |
| ---- | --------- |
| 1795 | 02.830    |
| 1825 | 03.565    |
| 1897 | 12.209    |
| 1915 | 25.144    |
| 1926 | 22.437    |
| 1939 | 29.782    |
| 1959 | 40.074    |
| 1970 | 43.499    |
| 1979 | 45.272    |
| 1989 | 46.593    |
| 2002 | 43.161    |
| 2010 | 38.203    |

Anmerkung: 1897 und ab 1926 Volkszählungsdaten

## Wirtschaft und Verkehr
Alatyr besitzt ein Lokomotivausbesserungswerk. Weitere bedeutende Industriezweige sind Machorka- und Schuhfabrikation sowie Elektrogerätebau. Die Stadt liegt an der Eisenbahntrasse Pensa – Kasan und besitzt einen Flusshafen an der Sura sowie einen Flugplatz.

## Sehenswürdigkeiten

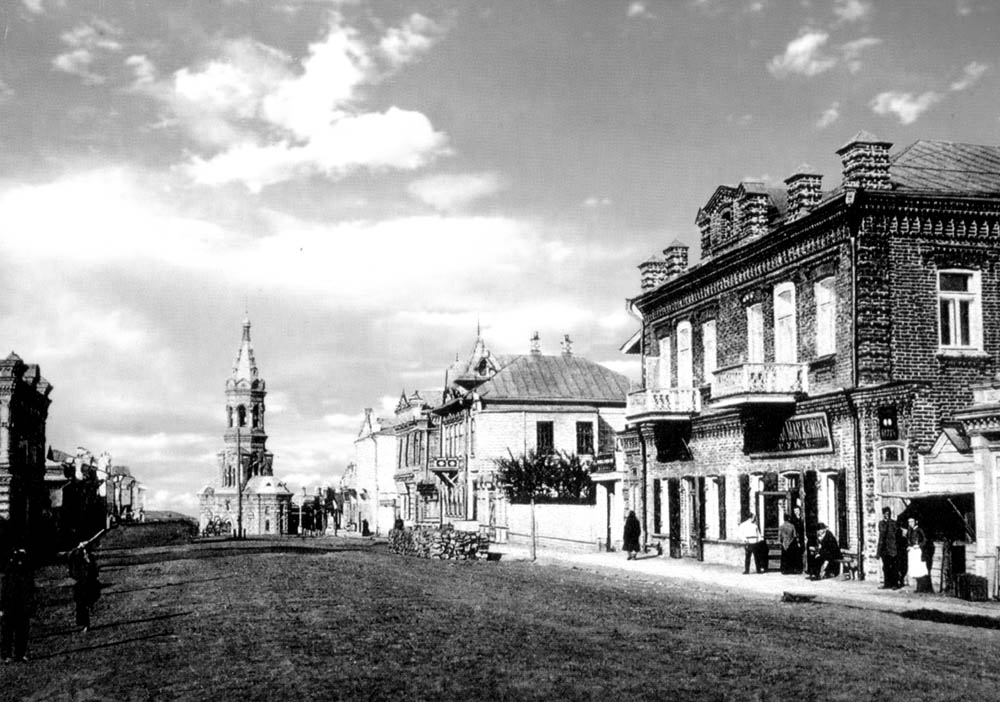
Simbirskaja-Straße und Kirche der Gottesmutter von Kasan (links). Fotografie von 1908

Die Stadt ist ein Zentrum der russischen Orthodoxie in Tschuwaschien; davon zeugen zahlreiche historische Sakralbauten, unter vielen anderen die Johannes-Kirche (Иоанно-Предтеченская церковь, 1703), die Kirche zur Geburt der Gottesmutter (Богородице-Рождественский собор, 1747) sowie das Dreifaltigkeits-Kloster (Троицкий монастырь; 1584 gegründet, stark dezimiert) und das Nikolaus-Kloster (Николаевский монастырь, 1634 gegründet). Überdies haben sich im Stadtzentrum zahlreiche Straßenzüge mit Gebäuden des 19. bis frühen 20. Jahrhunderts erhalten.

## Söhne und Töchter der Stadt
- Wiktor Masyrin (1859–1919), Architekt
- Andrei Schidlowski (1915–2007), Mathematiker
- Alexei Sudajew (1912–1946), Waffenkonstrukteur
- Nadeschda Suschkina (1889–1975), Bodenkundlerin und Hochschullehrerin